# Counting Down the Days
Counting Down the Days è il terzo album in studio della cantante australiana Natalie Imbruglia, pubblicato il 4 aprile 2005.

## Tracce
1. Starting Today – 2:56 (Natalie Imbruglia, Martin Harrington, Ash Howers, Kara Dioguardi)
2. Shiver – 3:44 (Natalie Imbruglia, Francis White, Shep Solomon)
3. Satisfied – 3:30 (Daniel Johns)
4. Counting Down the Days – 4:09 (Natalie Imbruglia, Matt Prime)
5. I Won't Be Lost – 3:53 (Natalie Imbruglia, Martin Harrington, Ash Howers)
6. Slow Down – 3:32 (Natalie Imbruglia, Francis White)
7. Sanctuary – 3:09 (Natalie Imbruglia, Gary Clark)
8. Perfectly – 3:24 (Natalie Imbruglia, Steve Robson, Solomon, Paul Westcott)
9. On the Run – 3:38 (Natalie Imbruglia, Martin Harrington, Ash Howers, Kara Dioguardi)
10. Come on Home – 3:56 (Dan Glendining)
11. When You're Sleeping – 3:07 (Natalie Imbruglia, Gary Clark)
12. Honeycomb Child – 4:14 (Natalie Imbruglia, David Kostner)

## Classifiche
| Paese             | Posizione più alta |
| ----------------- | ------------------ |
| Australia         | 12                 |
| Austria           | 35                 |
| Belgio (Fiandre)  | 59                 |
| Belgio (Vallonia) | 21                 |
| Francia           | 22                 |
| Germania          | 35                 |
| Italia            | 10                 |
| Paesi Bassi       | 50                 |
| Regno Unito       | 1                  |
| Spagna            | 66                 |
| Svizzera          | 9                  |